# 勞倫斯·雷席格
勞倫斯·雷席格（1961年6月3日—），暱稱拉里（Larry），是一位美國學者暨學術與政治的行動主義者，以提倡減少版權、商標、無線射頻頻譜上，特別是在科技應用方面的法律限制而出名。他也在號召以國家為基礎的行動主義該藉由第二次制憲會議以促進政府的實質改革。
勞倫斯·雷席格是位於哈佛大學的埃德蒙·萨夫拉基金會倫理學中心的主管，也是哈佛法學院的法學教授。而在重返哈佛之前，他曾是史丹佛法學院的法學教授與史丹佛大學網路與社會研究中心的創立者。此外他還是創用CC發起委員、軟體自由法律中心（SFLC）委員、陽光基金會諮詢委員與電子前哨基金會前任委員。他曾籌款100萬美元參與2016年民主黨總統初選，最終于11月2日退選。

## 早年经历与职业生涯
莱斯格于1961年6月3日出生在南达科他州拉皮德城，父亲莱斯特·劳伦斯·"杰克"·莱斯格二世（Lester Lawrence "Jack" Lessig II，1929–2020）是一名工程师，母亲帕特里夏·"帕特"·韦斯特·莱西格（Patricia "Pat" West Lessig，1930–2019）是一名房地产经纪人。他有两位年长的继兄姊，分别是罗伯特（Robert，2019年逝世）和基蒂（Kitty），以及一位亲生的妹妹莱斯莉（Leslie）。他在宾夕法尼亚州威廉斯波特长大。1983年，他在宾夕法尼亚大学取得了经济学文学学士（BA）和管理学理学学士（BS）双学位。之后，他前往英国剑桥大学三一学院学习哲学，并于1986年获得硕士学位（MA）。随后，莱斯格返回美国攻读法学院。他先在芝加哥大学法学院完成了第一年的课程，后转学至耶鲁大学法学院，并于1989年获得法学博士学位（JD）。
从法学院毕业后，莱斯格于1989年至1990年间担任美国第七巡回上诉法院法官理查德·波斯纳（Richard Posner）的司法助理，随后于1990年至1991年间担任美国联邦最高法院大法官安东宁·斯卡利亚（Antonin Scalia）的司法助理。
莱斯格在芝加哥大学法学院开始了他的学术生涯，1991年至1997年间任教于该校。作为该校东欧宪政研究中心（Center for the Study of Constitutionalism in Eastern Europe）联合主任，他协助新独立的格鲁吉亚共和国起草宪法。1997年至2000年间，莱斯格在哈佛大学法学院任教，其中有一年担任伯克曼法学教授（Berkman Professor of Law），并隶属于哈佛大学伯克曼互联网与社会研究中心（Berkman Klein Center for Internet & Society）。随后，莱斯格加入斯坦福大学法学院，并创立了斯坦福互联网与社会中心（Stanford Center for Internet and Society）。
莱斯格于2009年7月回到哈佛大学，担任教授并成为埃德蒙·J·萨夫拉伦理中心（Edmond J. Safra Center for Ethics）主任。2013年，莱斯格被任命为哈佛大学罗伊·L·弗尔曼法学与领导力教授（Roy L. Furman Professor of Law and Leadership）；他的讲座题目为《亚伦法则：数字时代的法律与正义》（"Aaron's Laws: Law and Justice in a Digital Age"）。

## 主张
莱斯格是著作权、商标和无线电频率法律限制减少的支持者，特别是在技术应用方面。2001年，他创立了知识共享（Creative Commons），这是一个非营利组织，致力于扩大可供他人合法使用、建设和分享的创意作品的范围。在最近一次被任命为哈佛大学教授之前，莱斯格曾在斯坦福大学法学院担任法学教授，并创立了斯坦福互联网与社会中心（Stanford Center for Internet and Society）；此外，他还曾在芝加哥大学法学院任教。他曾是自由软件基金会（Free Software Foundation）和软件自由法律中心（Software Freedom Law Center）、位于华盛顿特区的游说组织公共知识（Public Knowledge）和自由新闻（Free Press）、以及电子前线基金会（Electronic Frontier Foundation）的董事会成员。2007年，他被选为美国哲学学会（American Philosophical Society）会员。
作为一名政治活动家，莱斯格呼吁通过基于州的行动主义，推动政府的实质性改革，并召开第二次宪法大会。2014年5月，他发起了一个众筹政治行动委员会，名为Mayday PAC，旨在选举那些支持通过美国竞选财务改革的美国国会候选人。莱斯格也是Rootstrikers的联合创始人，并担任MapLight和的董事会成员。他还在Democracy Café和（Sunlight Foundation）的顾问委员会任职。
2015年8月，莱斯格宣布他正在考虑参选美国总统，并承诺如果在劳动节前，其探索委员会能够筹集到100万美元，他将正式参选。在达成这一目标后，莱斯格于2015年9月6日宣布正式参选，竞逐2016年民主党总统候选人提名。莱斯格将自己的参选描述为针对竞选财务改革和选举制度改革立法的公投。他表示，如果当选总统，他将履行完整任期，并将推进他提出的改革作为立法优先事项。2015年11月，莱斯格宣布结束竞选，原因是民主党修改了规则，导致他无法参加电视辩论。

## 政治背景

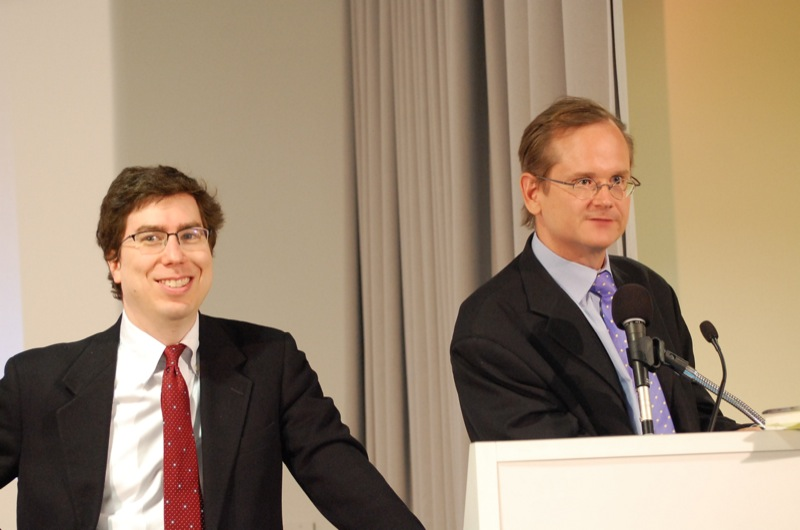
哈佛大学互联网法教授乔纳森·齐特林和莱斯格，摄于 2008 年

莱斯格在采访中多次强调，他在剑桥大学学习哲学的经历彻底改变了他的价值观和职业道路。在此之前，他持有强烈的保守主义或自由意志主义政治观点，渴望从事商业领域的职业，曾是青少年共和党人（Teenage Republicans）的活跃成员，通过基督教青年会（YMCA）青年与政府项目，于1978年担任宾夕法尼亚州青年州长，并几乎走上了共和党政治生涯的道路。
自20世纪80年代中期在剑桥大学学习哲学以来，莱斯格的政治立场转向了自由主义。原本计划在剑桥大学只度过一年的交换学习，结果促使他决定再留两年，完成哲学本科学位，并进一步塑造了他不断变化的政治价值观。在此期间，他还曾前往东欧国家旅行，由此对东欧地区的法律和政治产生了终身的兴趣。
到20世纪80年代末，两位有影响力的保守派法官——理查德·波斯纳（Richard Posner）法官和安东宁·斯卡利亚（Antonin Scalia）大法官——选中莱斯格担任其司法助理。他们之所以选择莱斯格，是因为认为他才华出众，而非基于其意识形态，使他实际上成为各自团队中的“象征性自由派”。后来，波斯纳称莱斯格为“他这一代最杰出的法学教授”。
莱斯格依然对政府干预持怀疑态度，但支持适度的监管，并自称为“一名宪政主义者”。有一次，莱斯格还称赞了约翰·麦凯恩（John McCain）竞选团队，理由是他们在致YouTube的一封信中讨论了合理使用权（fair use）。信中批评了YouTube纵容过度的版权主张，导致多个竞选视频被下架的行为。

## 互联网和计算机行动主义

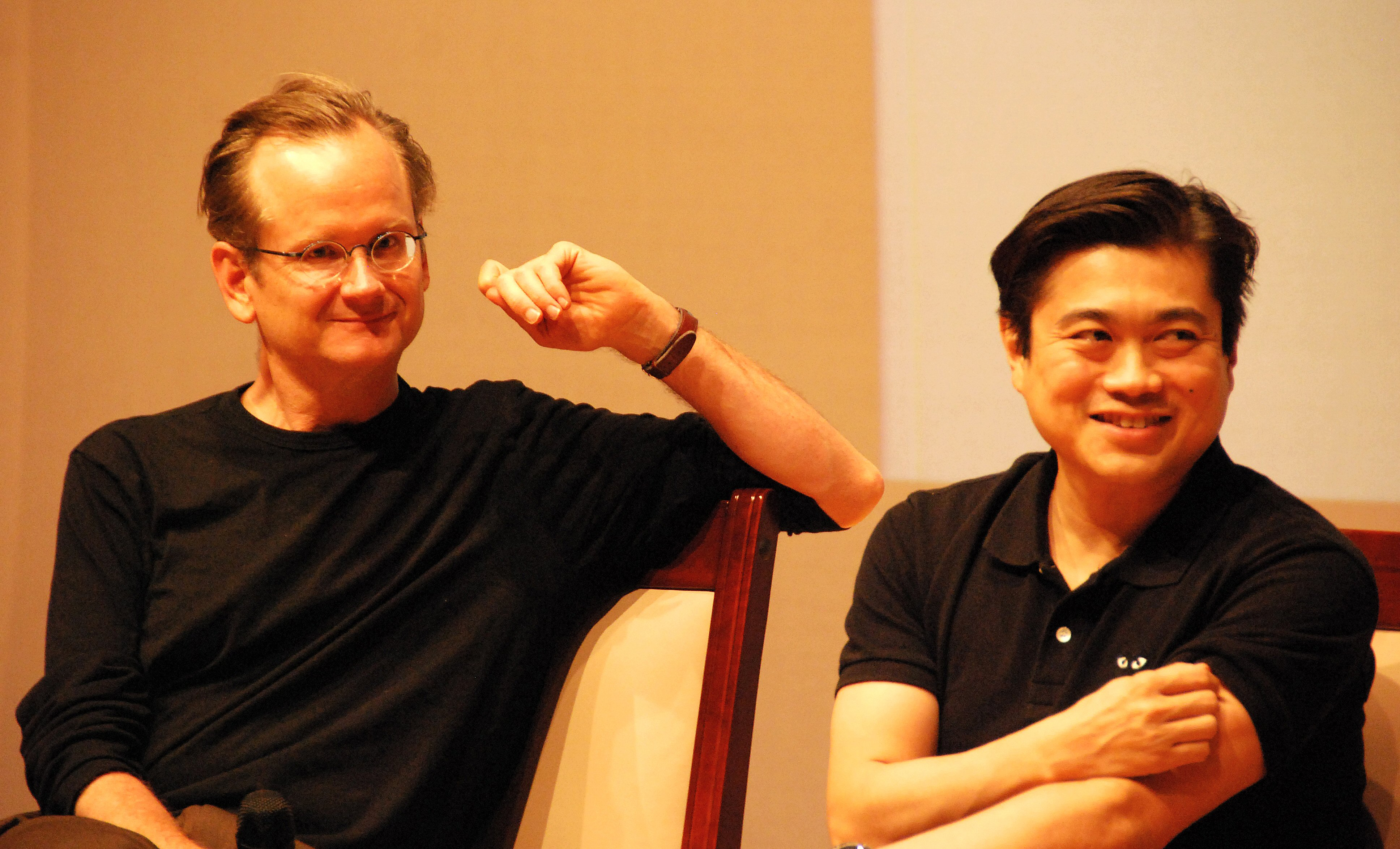
莱西格与知识共享董事会成员伊藤穰一

### “代码即法律”
在计算机科学中，“代码”通常指的是计算机程序的文本（即源代码）；而在法律领域中，“代码”则可能指构成成文法的成文法。在他1999年出版的著作《代码与网络空间的其他法律》（Code and Other Laws of Cyberspace）中，莱斯格探讨了代码在这两种意义上都可以成为社会控制工具的方式，并提出了著名论断：“代码即法律”（Code is law）。后来，莱斯格为了与当时的主流观点保持同步，对该著作进行了更新，并于2006年12月发布了新版《代码：2.0版》（Code: Version 2.0）。

### 混合文化
自21世纪初以来，莱斯格一直是混合文化（remix culture）的倡导者。在他2008年出版的著作《混合》（Remix）中，他将这种文化实践视为有别于盗版的一种理想文化现象。莱斯格进一步阐述了混合文化与技术和互联网的内在联系。因此，混合文化是实践、创造力、“读写文化”（read/write culture）与混合型经济（hybrid economy）的融合体。
根据莱斯格的观点，当混合文化与严格的美国版权法相冲突时，问题就出现了。他将这种情况比作禁酒令的失败，既表现在其无效性上，也表现在它有可能使犯罪行为正常化。作为解决方案，他提议采取更加宽松的许可方式，特别是知识共享许可（Creative Commons licenses），以此来维持“法治”并打击剽窃行为。

### 自由文化参见：自由文化 (书)和自由文化運動

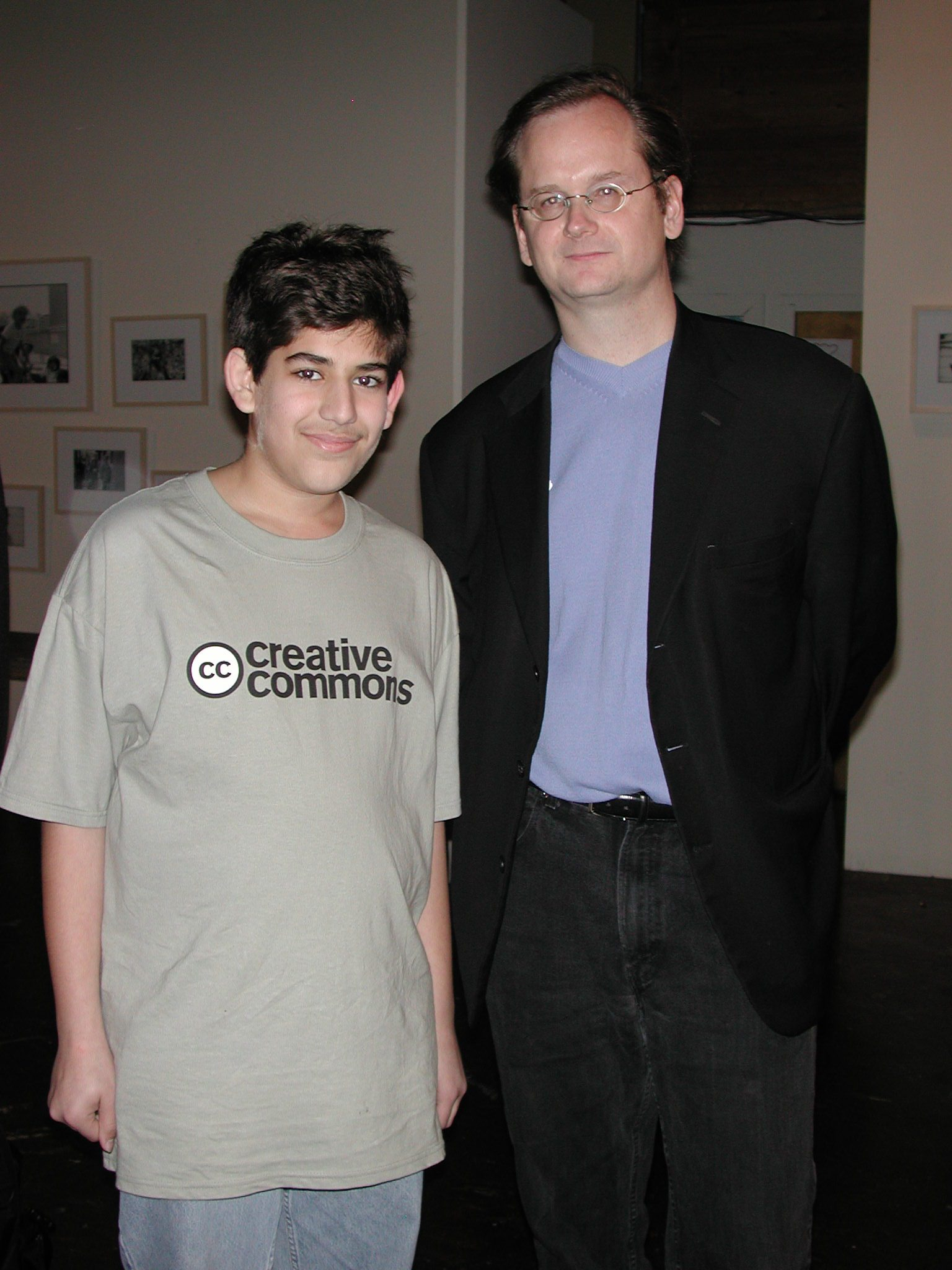
2002 年，亚伦·斯沃茨 (Aaron Swartz) 和莱斯格 (Lessig) 出席知识共享组织 (Creative Commons) 的启动派对

2004 年 3 月 28 日，莱斯格当选为 FSF 董事会董事。他提出了“自由文化”的概念。他还支持自由及开放源代码软件和开放频谱。在2002年O'Reilly开源大会（O'Reilly Open Source Convention）上，莱斯格在他的自由文化主题演讲中提到了几分钟关于软件专利的内容，他认为软件专利是自由软件、开源软件和创新日益增长的威胁。
2006年3月，莱斯格加入了“数字宇宙”（Digital Universe）项目的顾问委员会。几个月后，他在2006年维基媒体国际会议（Wikimania）上发表了关于自由文化运动伦理问题的演讲。同年12月，他的讲座《论自由，以及文化与代码的区别》（On Free, and the Differences between Culture and Code）成为第23届混沌通讯大会（23C3）“你能信任谁？”（Who can you trust?）上的一大亮点。
根据喜剧中心频道（Comedy Central）的报道，莱斯格在2009年表示，由于70%的年轻人通过非法渠道获取数字信息，因此应当对相关法律进行修改。
在《自由灵魂》（Freesouls）书籍项目的前言中，莱斯格为数字技术世界中的业余艺术家进行了辩护：“数字技术催生了另一类业余创作者，由此也诞生了另一种形式的创造力。”
莱斯格也是版权期限版权期限延长的著名批评者。

### 网络中立

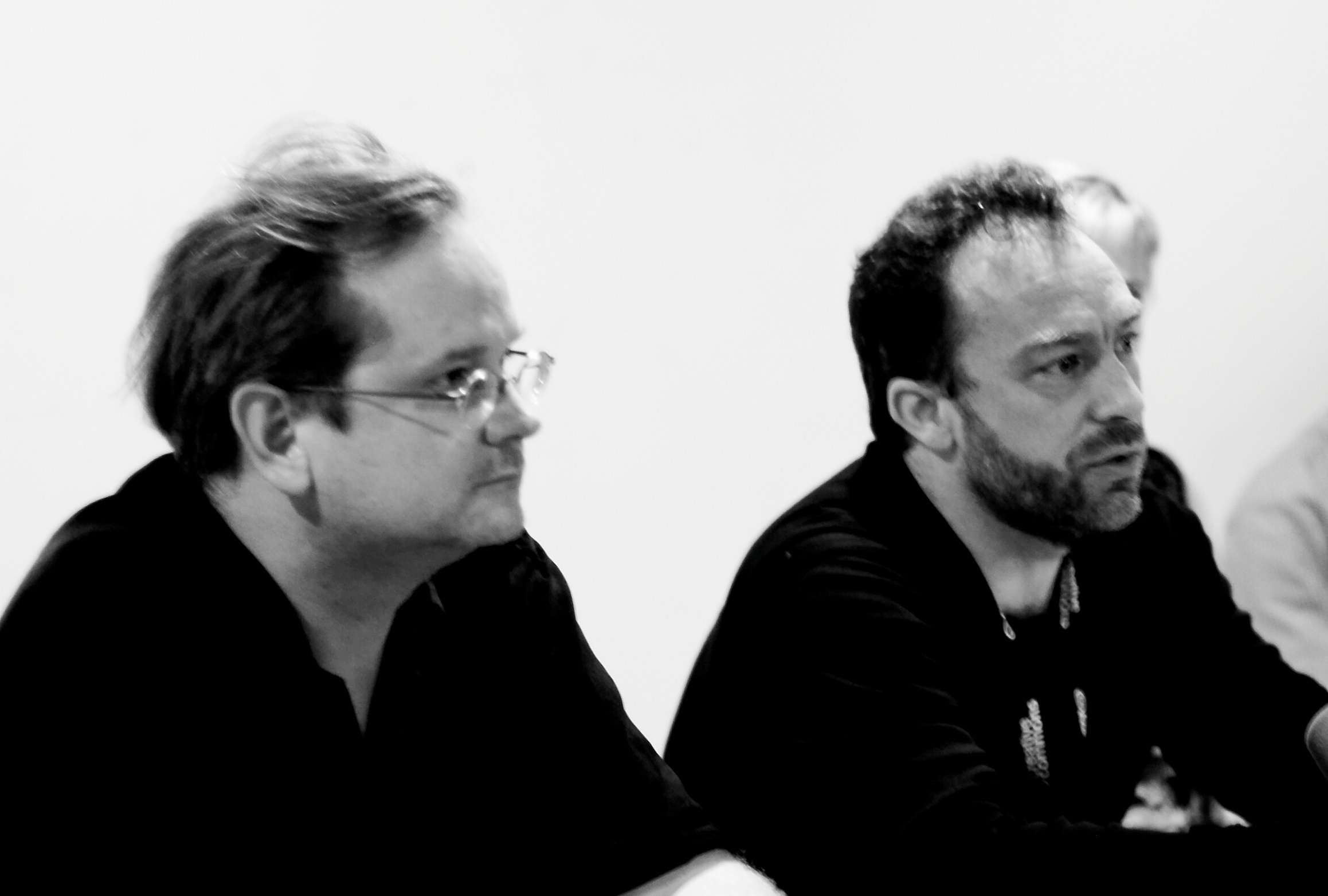
莱斯格与吉米·威尔士在杜布罗夫尼克的iCommons iSummit07会议上

莱斯格长期以来一直是网络中立（Net Neutrality）的支持者。2006年，他在美国参议院作证时表示，他认为国会应当确认迈克尔·鲍威尔（Michael Powell）提出的四项互联网自由原则，并在此基础上增加一项限制，即限制接入分层服务（access-tiering）。也就是说，他认为内容提供者不应被收取不同费用。其原因在于，互联网基于中立的端到端（end-to-end）设计，成为了一个极具创新潜力的平台；如果大型公司能够通过支付更高费用获得更快服务，将威胁到资金较少的新兴公司的创新机会，从而损害经济利益。然而，莱斯格也支持允许互联网服务提供商（ISP）向消费者提供不同价格、不同速度的服务选项。他在接受加拿大广播公司（CBC News）采访时表示，他一直支持允许网络提供商根据不同的接入速度向消费者收取不同费用。他说：“毫无疑问，我的立场可能是错误的。一些网络中立运动的朋友以及一些学者认为这种立场是不对的——认为它做得还不够。但声称我的立场是‘最近才有’的说法是毫无根据的。如果我是错的，那我一开始就是错的。”

### 立法改革
尽管在许多场合中莱斯格表达了反监管的立场，他仍然认为有必要通过立法来执行版权保护。他主张将创作者的版权保护期限制为五年，但他也认为，由于许多创作者是独立工作者，如果引入一种官僚程序，允许在五年期满后续展商标权，最长可达75年，那么创作者的作品将能够更容易、更快速地向公众开放。
莱斯格多次表态认为，通过立法进行私有化，比如1980年代英国电信（British Telecommunications）在英国的私有化，并不是促进互联网发展的最佳途径。他表示：“当政府消失时，并不是说天堂就会取而代之。当政府不在了，其他利益集团就会取而代之。”他还说：“我的主张是，我们应该专注于自由的价值。如果没有政府来坚持这些价值，那么谁来坚持？”“唯一能够统一我们的力量，应当是我们自己治理自己。”

### 法律挑战
从1999年到2002年，莱斯格对《索尼·博诺版权保护期延长法案》（Sonny Bono Copyright Term Extension Act）发起了广受关注的挑战。他与伯克曼互联网与社会中心（Berkman Center for Internet and Society）合作，领导团队代表原告出庭应诉《埃尔德雷德诉阿什克罗夫特案》（Eldred v. Ashcroft）。该案的原告方得到了多家经常出版美国公共领域作品的出版商的支持，同时还有大量法庭之友（amici）参与支持，包括自由软件基金会（Free Software Foundation）、美国 法律图书馆协会（American Association of Law Libraries）、国家事务局（Bureau of National Affairs）以及大学艺术协会（College Art Association）。
2003年3月，莱斯格对在《埃尔德雷德案》中在最高法院的败诉表示极度失望。他在案件中试图说服同情去监管立场的首席大法官威廉·伦奎斯特（William Rehnquist）支持他提出的“基于市场”的知识产权监管方式，但未能成功。
2013年8月，劳伦斯·莱斯格起诉了解放音乐有限公司（Liberation Music PTY Ltd.），原因是该公司向YouTube发出删除通知，要求下架莱斯格的一场讲座视频。该讲座中使用了由解放音乐代理的凤凰乐队（Phoenix）演唱的歌曲《Lisztomania 》。莱斯格根据《数字千年版权法》第 512(f) 条寻求赔偿，该条规定，当事人应对侵权的虚假陈述或删除材料承担责任。莱斯格由电子前沿基金会（Electronic Frontier Foundation）和Jones Day律师事务所代理。2014年2月，该案件以和解结束，解放音乐公司承认在发出删除通知时存在不当行为，并对此进行了道歉，同时支付了一笔保密的赔偿金额。

### 杀死开关
2014年10月，电影《杀死开关》（Killswitch）在伍德斯托克电影节（Woodstock Film Festival）举行了全球首映，并获得最佳剪辑奖。影片中，莱斯格与亚伦·斯沃茨（Aaron Swartz）、吴修铭（Tim Wu）和爱德华·斯诺登（Edward Snowden）一同亮相。影片讲述了两位年轻的黑客行动者——斯沃茨和斯诺登的故事，他们象征着互联网的颠覆性和动态特征。电影揭示了莱斯格与斯沃茨之间的情感纽带，以及正是斯沃茨（作为学员）挑战莱斯格（作为导师）参与政治活动，最终促使莱斯格投身于推动美国竞选财务改革竞选融资改革的运动。
2015年2月，电影《杀死开关》受美国国会议员阿兰·盖雷森（Alan Grayson）邀请，在华盛顿特区的国会游客中心（Capitol Visitor's Center）进行放映。该活动恰逢美国联邦通信委员会（FCC）就网络中立性做出历史性决定的前夕。莱斯格、格雷森议员以及自由新闻（Free Press）首席执行官克雷格·阿伦（Craig Aaron）一起讨论了保护网络中立性以及自由、开放互联网的重要性。
盖雷森议员表示，《杀死开关》是“关于控制互联网以及获取信息本身的斗争中最真实的记录之一。”《硅谷都市报》（Metro Silicon Valley）的理查德·冯·布萨克（Richard von Busack）评论《杀死开关》时写道：“这是继《原子咖啡馆》（The Atomic Café）之后，最具雕琢感的使用发现镜头的作品之一。”《橙县纪事报》（Orange County Register）的弗雷德·斯威格尔斯（Fred Swegles）评论道：“任何重视自由获取在线信息的人，都会被《杀死开关》这部引人入胜、节奏紧凑的纪录片深深吸引。”《极客网》（GeekWire）的凯西·吉尔（Kathy Gill）则指出：“《杀死开关》绝不仅仅是对技术历史的枯燥叙述。导演阿里·阿克巴扎德（Ali Akbarzadeh）、制片人杰夫·霍恩（Jeff Horn）和编剧克里斯·多拉（Chris Dollar）打造了一个以人为中心的故事。这种情感联系很大程度上源于莱斯格与斯沃茨之间的关系。”

### 选举人信托基金
2016年12月，劳伦斯·莱斯格（Lawrence Lessig）与劳伦斯·特赖布（Laurence Tribe）在EqualCitizens.US的支持下共同成立了“选举人信托”（The Electors Trust），为美国选举人团的538名成员提供为公众利益的法律咨询服务以及安全的通信平台，协助他们在总统选举中基于良知投票，反对唐纳德·特朗普。
莱斯格与青年土耳其党网络联合主持播客“另一种方式”。

### 人工智能
莱斯格公开支持由前OpenAI员工提出的“预警权”，即保障他们有权就人工智能可能带来的灾难性风险向公众发出警告。莱斯格还同意为这些吹哨人提供为公众利益的辩护工作。
2024年8月，莱斯格与人工智能研究人员约书亚·本吉奥（Yoshua Bengio）、杰弗里·辛顿（Geoffrey Hinton）和斯图尔特·拉塞尔（Stuart Russell）共同签署了一封公开信，支持加利福尼亚州的人工智能安全法案SB 1047。该法案要求在训练最强大模型的公司，在发布前对其模型进行风险评估。公开信中指出，该法案将是缓解人工智能所带来严重风险的第一步，也是“对该技术进行有效监管的最低要求”。莱斯格表示，加州州长加文·纽森（Gavin Newsom）将有机会“巩固加州在人工智能监管领域作为全国先行者的地位”。

## 政治中的金钱行动主义

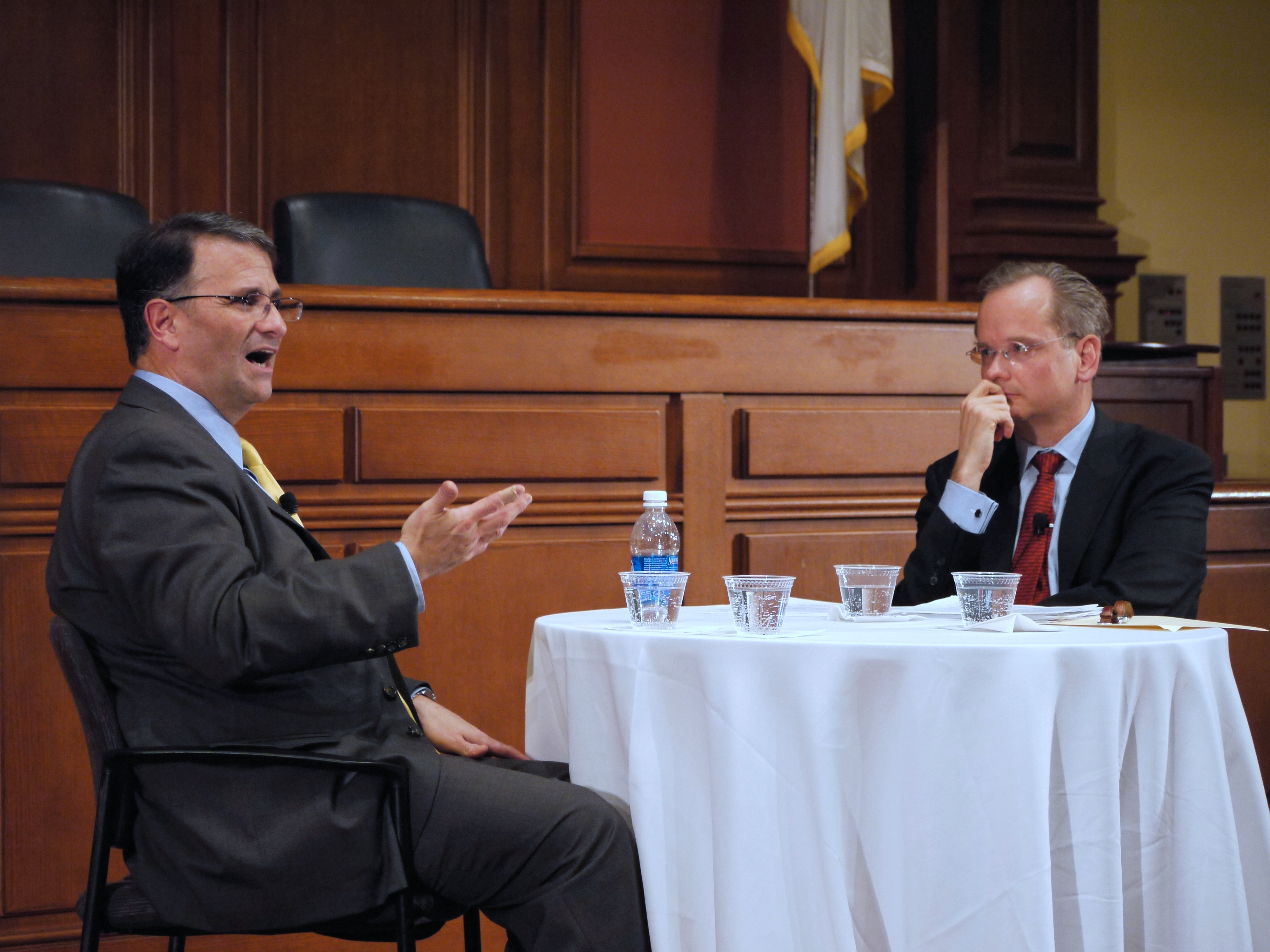
前说客杰克·阿布拉莫夫与莱西格进行讨论

在2007年iCommons峰会上，莱斯格宣布，他将不再将关注重点放在版权及相关事务上，而是转而致力于应对政治腐败。这一转变源于他与亚伦·斯沃茨（Aaron Swartz）的一次深刻对话。斯沃茨是莱斯格通过“知识共享”（Creative Commons）项目工作时结识的一位年轻的互联网奇才。这项新工作部分是通过他的维基网站“Lessig Wiki”开展的，莱斯格通过该网站鼓励公众记录腐败案例。.莱斯格批评了所谓的“旋转门”现象，即立法者和工作人员离任后成为说客，从而受制于特殊利益集团。
2008年2月，法学教授约翰·帕尔弗里在Facebook上组建了一个小组，鼓励莱斯格竞选加利福尼亚州第十二国会选区的国会议员席位，该席位因众议员汤姆·兰托斯去世而空缺。同月晚些时候，在组建了一个“探索性项目”后，莱斯格决定不竞选这一空缺席位。

### 根源打击者
尽管决定放弃竞选国会议员，莱斯格仍然希望努力推动国会改革以减少腐败现象。为此，他与政治顾问乔·特里皮合作，发起了一个名为“改变国会”（Change Congress）的网络项目。在2008年3月20日的新闻发布会上，莱斯格解释说，他希望“改变国会”网站能提供技术工具，帮助选民监督他们的代表，并减少金钱对政治的影响。他还是非营利研究组织MapLight的董事会成员，该组织致力于揭示金钱与政治之间的联系。
“改变国会”（Change Congress）后来更名为“优先修正国会”（Fix Congress First），最终定名为“Rootstrikers”。2011年11月，莱斯格宣布“Rootstrikers”将与迪伦·拉蒂根（Dylan Ratigan）的“赶走金钱”（Get Money Out）运动联合行动，归属于“United Republic”组织旗下。随后，“Rootstrikers”又归入了由阿伦·斯沃茨（Aaron Swartz）共同创立的“Demand Progress”组织。

### 第五条公约

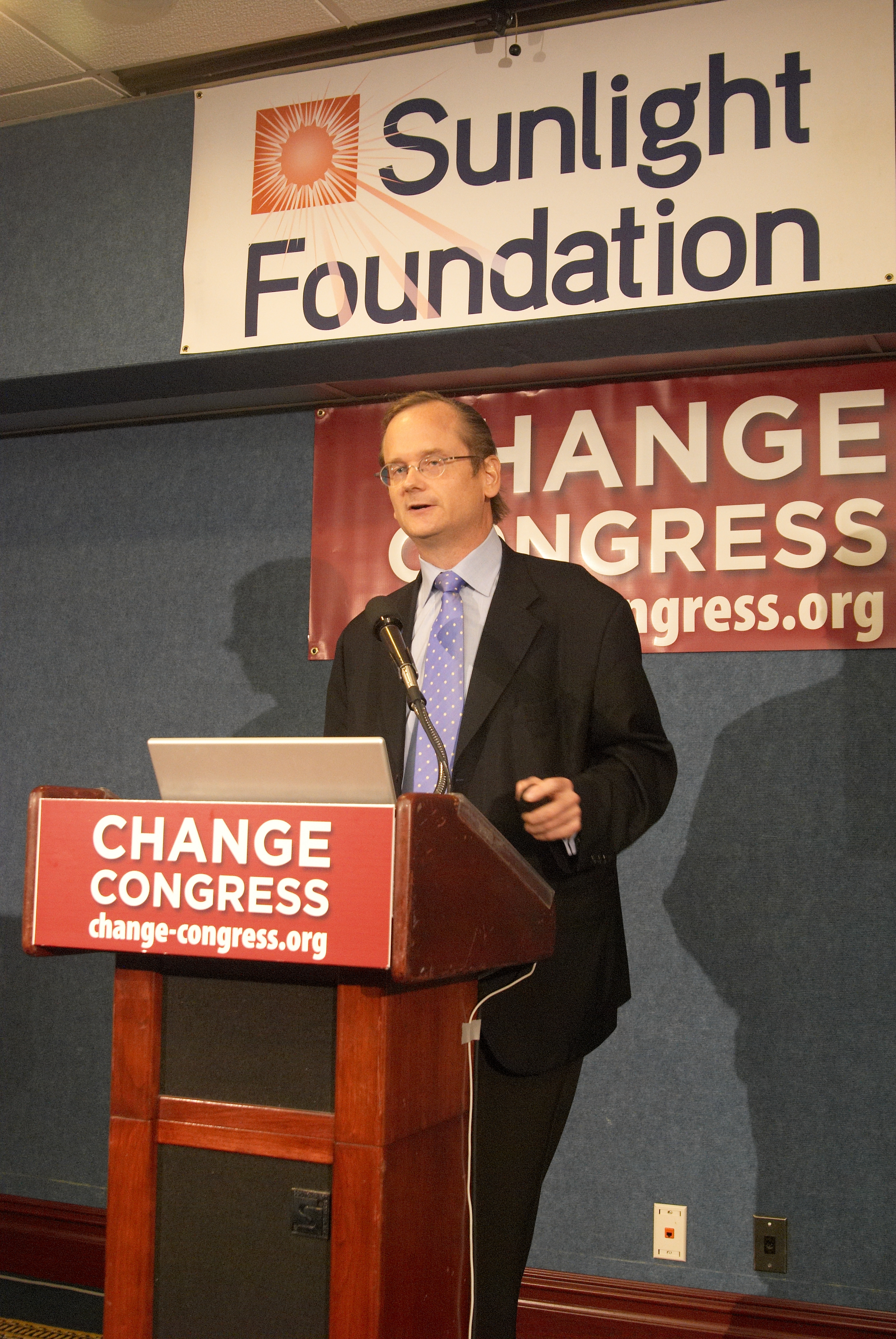
莱斯格在变革国会和阳光基金会发表演讲

2010 年，莱斯格开始组织全国第五条大会。他与乔·特里皮 (Joe Trippi) 共同创立了“修复国会第一！” (Fix Congress First!)。 2011 年的一次演讲中，莱斯格透露他对奥巴马的执政表现感到失望，批评其为“背叛”，并批评总统使用“（希拉里）克林顿的剧本”。莱斯格呼吁各州政府推动召开全国范围的宪法第五条修正案大会（Article V convention），并支持了“Wolf-PAC”这一全国性组织，该组织致力于通过宪法第五条程序召开大会，以解决金钱影响政治的问题。莱斯格支持的大会将由“随机按比例选出的公民”组成，他认为这种方式将能有效运作。他表示：“政治是一项少有的运动，在其中业余者往往比专业人士更出色。”他在2011年9月24日至25日与茶党爱国者组织（Tea Party Patriots）全国协调员共同主持的会议上推广了这一想法，也在他2011年10月5日出版的著作《共和国的沦丧：金钱如何腐蚀国会——以及阻止这一切的计划》中进行了阐述，此外还在华盛顿特区的“占领抗议”活动上进行了宣传。记者丹·弗鲁姆金表示，这本书为占领华尔街抗议者提供了一份宣言，重点关注政党及其选举中腐败的核心问题。第五条修正案会议本身并不规定具体的解决方案，但莱斯格支持一项宪法修正案，该修正案将允许立法机关限制来自非公民（包括公司、匿名组织和外国公民）的政治捐款。他还支持公共竞选资金制度以及改革选举人团制度，以确立“一人一票”的原则。

### 新罕布什尔叛乱
新罕布什尔叛乱（The New Hampshire Rebellion）是一项旨在提高公众对政治腐败认识的步行活动。该活动始于2014年，在新罕布什尔州举行了一次185英里的游行。在第二年，这项步行活动扩展到新罕布什尔州的其他地点。
从2014年1月11日到1月24日，莱斯格和许多其他人，如纽约活动家杰夫·库尔松（Jeff Kurzon），从新罕布什尔州的迪克斯维尔诺奇（Dixville Notch）步行至纳舒厄（Nashua），进行了一次185英里的游行，目的是推动解决“华盛顿系统性腐败”的问题。莱斯格选择使用这一表述而不是相关术语“竞选财务改革”，并评论道：“说我们需要竞选财务改革，就像把一个酗酒者称作是有‘液体摄入问题’一样。”这次步行活动延续了新罕布什尔本地人Doris “Granny D” Haddock）的工作，并且是为了纪念已故活动家亚伦·斯沃茨（Aaron Swartz）。新罕布什尔反叛者从新罕布什尔海岸的汉普顿（Hampton）步行至新城（New Castle），行程为16英里。初始地点的选择也与其在四年一度的“新罕布什尔初选”中扮演的重要和显著角色有关——这是美国总统选举的传统首场初选。

## 2016年总统候选人
莱斯格于2015年9月6日宣布启动他的总统竞选，尽管这被视为一次不太可能成功的竞选。在2015年8月11日，莱斯格宣布他已启动探索性竞选，目的是评估自己赢得2016年美国总统选举民主党提名的前景。莱斯格承诺，如果到 2015 年劳动节时筹集到一百万美元，他将争取提名。这一宣布在全国媒体中广泛报道，并与莱斯格2016竞选团队的媒体攻势同步进行。莱斯格接受了《纽约时报》和彭博社的采访，竞选信息和莱斯格的选举资金改革立场在社交媒体上广泛传播。他的竞选专注于一个单一议题：《公民平等法案》。该提案将竞选资金改革与其他旨在遏制不公正地划分选区和确保投票权的法律结合在一起。为了表达对该提案的承诺，莱西格最初承诺，一旦《公民平等法案》正式生效，他将辞职，并将总统职位移交给他的副总统，副总统将以一位典型的美国总统的身份完成剩余任期，并处理一系列问题。2015年10月，莱西格放弃了自动辞职计划，并制定了完整的总统政策纲领，但他仍将推动《公民平等法案》的通过作为其首要立法目标。
莱斯格在爱荷华州进行了一次竞选活动，目的是为争取首场党内初选——该州的选区大会做准备。他在10月下旬于苏世中心的多德学院（Dordt College）进行了此次活动。随后，他于2015年11月2日宣布结束竞选。

## 选举团改革
在2017年，莱斯格宣布发起一项名为“平等选票”（Equal Votes）的运动，旨在挑战各州的“胜者通吃”选举人团投票分配制度。莱斯格还曾作为律师参与“Chiafalo诉华盛顿州”（Chiafalo v. Washington）一案，该案中最高法院裁定，各州可以强制选举人遵循该州的普选结果。

## 第十四修正案第三节
在2023年，莱斯格在《Slate》上撰写了一篇社论，建议由选举人团来决定唐纳德·特朗普是否在美国宪法下从事了叛乱。他解释道，“由选举人团来决定这个问题比由现任政治家或州官员来决定要更好，因为选举人团的唯一目的就是选举总统。”

## 奖项和荣誉
在2002年，莱斯格获得了自由软件基金会（FSF）颁发的自由软件发展奖。他还获得了《科学美国人》50奖，因为他“反对可能扼杀在线创新和话语权的版权解读。”2006年，莱斯格被选为美国文理科学院院士。
在2011年，莱斯格被评选为Fastcase50，这个奖项旨在表彰“法律领域最聪明、最勇敢的创新者、技术专家、远见者和领导者。”2013年，莱斯格获得瑞典隆德大学社会科学学院的荣誉博士学位，2014年获得法国鲁汶天主教大学的荣誉博士学位。莱斯格还因共同创立创作共用（Creative Commons）并捍卫网络中立性及自由及开放源代码软件运动，获得了2014年Webby终身成就奖。

## 个人生活
在2005年5月，莱斯格揭露了他在少年时期曾遭受美国男童合唱团学校（American Boychoir School）校长的性虐待。莱斯格曾与该学校达成过一项保密的和解协议。他在为另一位学生受害者约翰·哈德威克（John Hardwicke）提供法律代理过程中披露了自己的经历。在2006年8月，他成功说服新泽西州最高法院大幅限制了免疫范围，免除了未能防止性虐待的非营利组织的法律责任。
莱西格的妻子是贝蒂娜·诺伊费恩德（Bettina Neuefeind），她是莱西格在德国出生的哈佛大学同事。两人于1999年结婚。他和诺伊费恩德育有三个孩子：威廉（Willem）、科菲（Coffy）和苔丝（Tess）。

### 针对《纽约时报》的诽谤诉讼
2019年，在对杰弗里·爱泼斯坦（Jeffrey Epstein）的刑事调查中，人们发现，在爱泼斯坦因刑事指控被定罪后，由前主任伊藤穰一（Joichi Ito）领导的麻省理工学院媒体实验室（MIT Media Lab）接受了爱泼斯坦的秘密捐款。伊藤最终因此事辞去了麻省理工学院媒体实验室主任一职。在对伊藤发表支持性评论后，莱斯格于2019年9月在Medium上发表了一篇帖子，解释了他的立场。莱斯格在帖子中承认，大学不应该接受像爱泼斯坦这样的罪犯的捐款，他们通过与犯罪记录无关的行为致富；但是，如果要接受此类捐款，最好是秘密接受，而不是公开将大学与罪犯联系起来。莱斯格的文章招致了批评，大约一周后，《纽约时报》的内莉·鲍尔斯 (Nellie Bowles) 采访了莱斯格，在采访中，莱斯格重申了他对此类捐款的立场。文章标题为“哈佛教授加倍下注：如果你接受爱泼斯坦的钱，那就秘密进行”，莱斯格确认该标题是基于他向《纽约时报》发表的声明。莱斯格质疑该标题忽视了他关于麻省理工学院不应接受此类捐款的论点，并批评了文章的开篇两行：“向被定罪的性犯罪者杰弗里·爱泼斯坦募捐很难辩护。但哈佛法学院教授劳伦斯·莱斯格一直在努力。” 随后，他指责《纽约时报》故意用标题来诽谤他，并表示该文章在社交媒体上的传播损害了他的声誉。
2020年1月，莱斯格对《纽约时报》提起了诽谤诉讼，诉讼对象包括作家鲍尔斯、商业编辑艾伦·波洛克和执行编辑迪恩·巴奎特。《纽约时报》表示，他们将“坚决”抗辩莱斯格的指控，并相信其所发表的内容准确无误，且在莱斯格最初提出投诉后已由高级编辑审核。
2020 年 4 月，《纽约时报》将原标题改为：“接受污染资金的道德问题是什么？与劳伦斯·莱斯格就杰弗里·爱泼斯坦、麻省理工学院和名誉洗钱进行对话。”莱斯格报告说，他随后撤回了诽谤诉讼。

## 电影作品
- RiP!: A Remix Manifesto（英语：RiP!: A Remix Manifesto），一部 2008 年的纪录片
- 互联网之子：亚伦·斯沃茨的故事，2014 年纪录片
- 杀戮开关，2015 年纪录片[58][112]
- 沼泽，2020年纪录片
- 会见斯诺登 (Meeting Snowden)，一部 2017 年纪录片，莱斯格前往莫斯科会见爱德华·斯诺登 (Edward Snowden)[113]
- Kim Dotcom：2021 年在线头号通缉犯纪录片
- 此外，克里斯托弗·劳埃德 (Christopher Lloyd) 在政治剧《白宫风云》第六季的“唤醒电话”一集中也饰演了莱斯格本人。

## 外部連結
- 官方网站 Lessig Blog, v2
- 劳伦斯·莱斯格 （页面存档备份，存于）在哈佛法学院的页面
- Rootstrikers （页面存档备份，存于）
- TED大会上的勞倫斯·雷席格
- C-SPAN內的頁面（英文）
- 《查理·罗斯访谈录》上的勞倫斯·雷席格
- 勞倫斯·雷席格在互联网电影资料库（IMDb）上的資料（英文）
- WorldCat 聯合目錄中勞倫斯·雷席格的著作或與之相關的著作
- 勞倫斯·雷席格在《紐約時報》上的節選新聞及評論
- Lessig Blog （页面存档备份，存于） (2002-2009)